# Buńczuk dla mistrzowskich baterii o zaprzęgu konnym

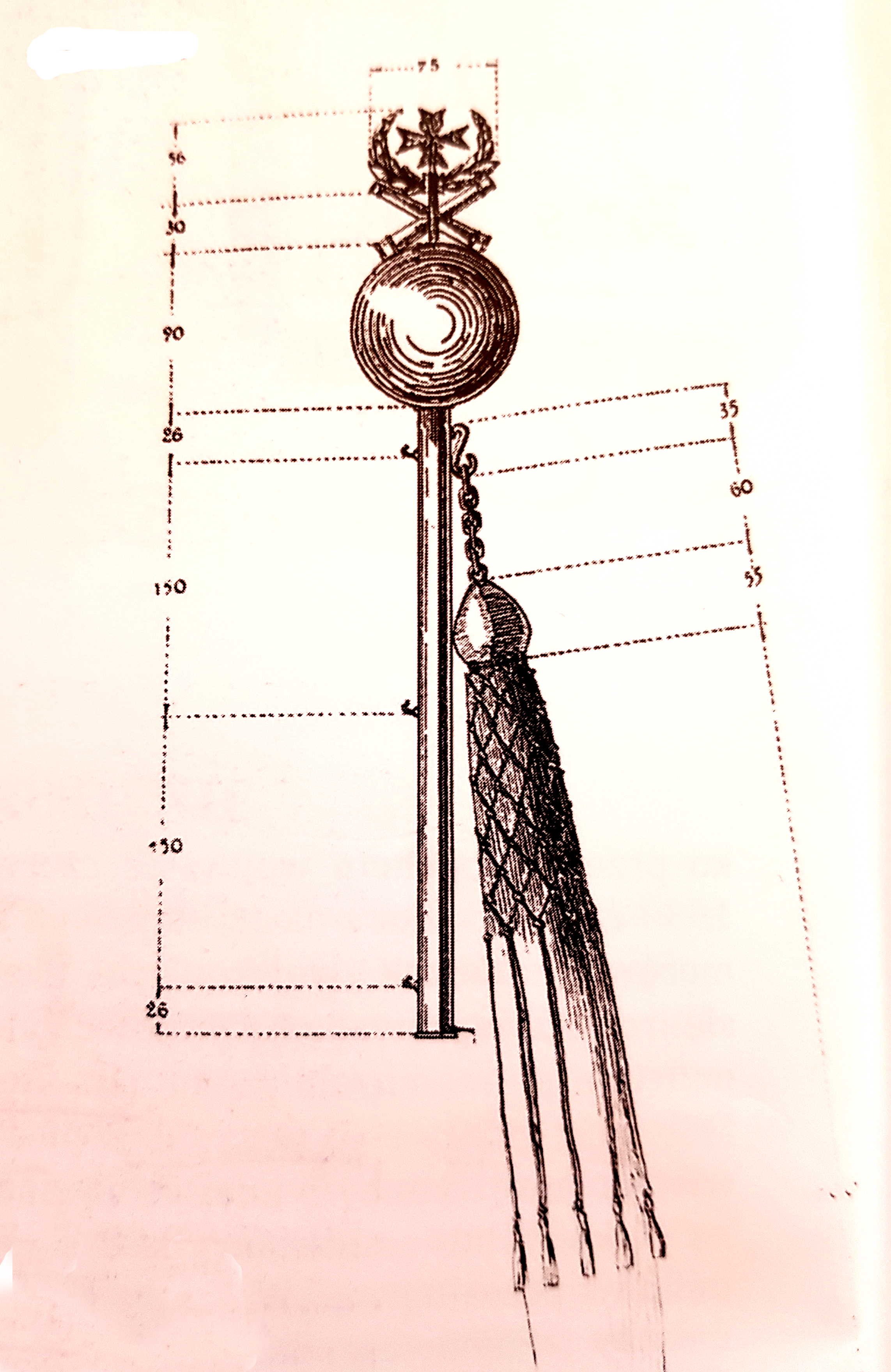
Wzór buńczuka dla mistrzowskich baterii o zaprzęgu konnym

Buńczuk dla mistrzowskich baterii o zaprzęgu konnym – buńczuk Wojska Polskiego II Rzeczypospolitej, używany w latach 1937–1939.
19 czerwca 1937 roku minister spraw wojskowych generał dywizji Tadeusz Kasprzycki ustalił buńczuk dla mistrzowskich baterii o zaprzęgu konnym, jako nagrodę przechodnią w zawodach wyszkoleniowych artylerii.
Buńczuk składał się z:
- metalowej tulei do osadzenia na lancy, wewnątrz pustej, z uwypukleniami na obu końcach, w dolnej części wewnątrz gwintowanej z otworem do śruby wzmacniającej połączenie, z trzema  haczykami  do umocowania znaku bateryjnego, z hakiem w kształcie litery S do umocowania łańcuszka;
- głowicy, stanowiącej przedłużenie tulei i składającej się z kuli, na której umieszczone są dwie skrzyżowane lufy armatnie spięte wieńcem, a ponad lufami  w wieńcu – odpowiednia odznaka pamiątkowa formacji;
- ogona końskiego, ujętego w siatkę z frędzlami i wraz z nią umocowanego w oprawie o formie nieprawidłowego stożka, zaopatrzonej u wierzchołka  w kółko i łańcuszek zaczepiany drugim końcem do haka S na tulei;
- części metalowe buńczuka są wykonane z brązu, złocone i polerowane.

Odznaka pamiątkowa formacji - według zatwierdzonego wzoru i materiału. Ogon z włosia końskiego barwy czarnej. Siatka jedwabna ze sznura czarno-czerwono-złotego.